# Colline de Çamlıca

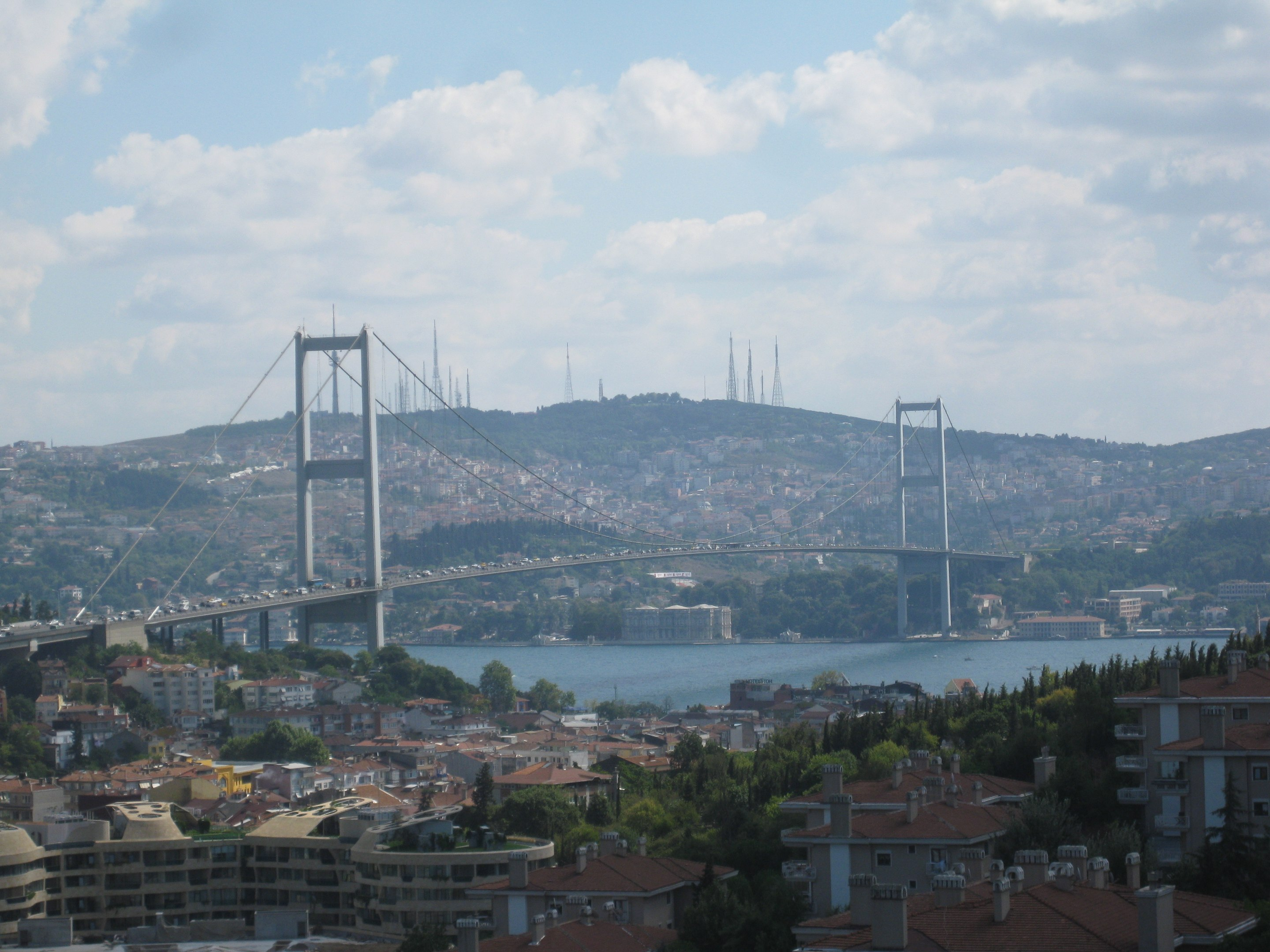
La colline de Çamlıca vue depuis le Bosphore.

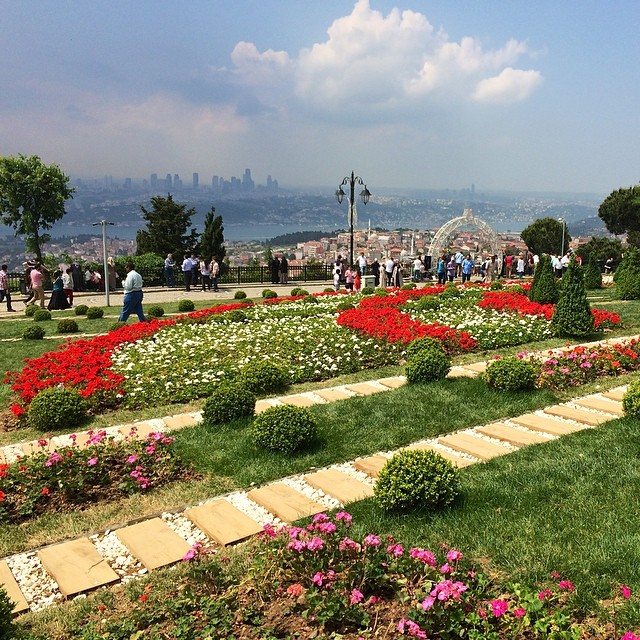
Jardin public sur la colline de Çamlıca.

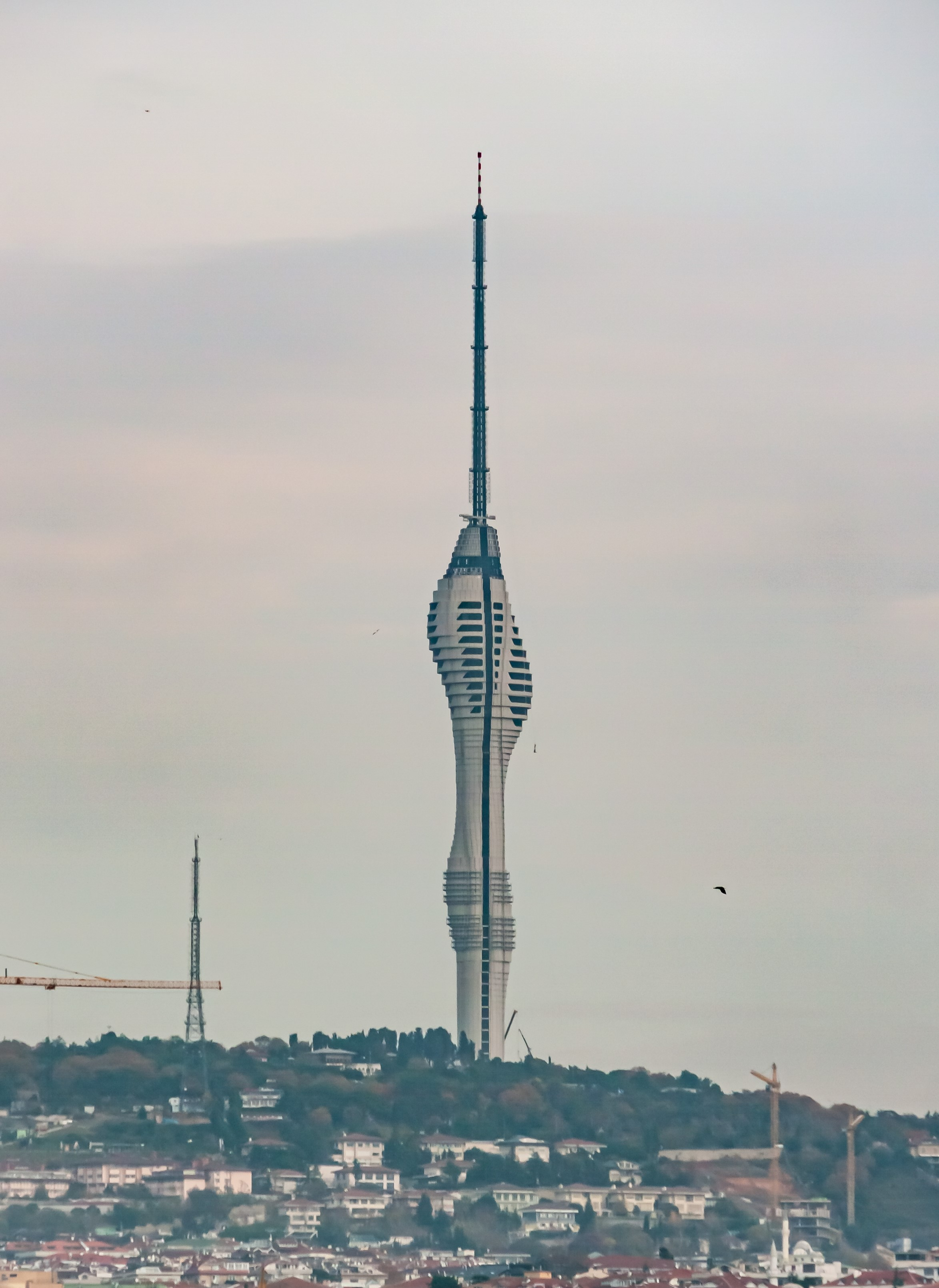
La tour de télévision de Çamlıca.

La colline de Çamlıca (en turc Çamlıca Tepesi, prononcé [tʃamlɯdʒa tεpεsi]), aussi connue sous le nom de « grande colline de Çamlıca » (en turc Büyük Çamlıca Tepesi) pour la différencier de la petite colline de Çamlıca située à proximité, est une colline du quartier d'Üsküdar, sur la rive asiatique d'Istanbul, en Turquie. Culminant à 288 m au-dessus du niveau de la mer, la colline de Çamlıca offre une vue panoramique sur la partie sud du Bosphore et l'embouchure de la Corne d'Or,.
La colline représente une attraction touristique populaire, comprenant des salons de thé à thématique ottomane, des cafés, ainsi qu'un restaurant situé au cœur d'un parc public comprenant des arbres monumentaux, des jardins horticoles et des fontaines, géré par la municipalité métropolitaine d'Istanbul.

## Monuments remarquables

### Mosquée de Çamlıca
Achevée en 2019, la mosquée de Çamlıca est la plus grande mosquée d'Asie mineure, pouvant accueillir 63 000 personnes et comprenant un musée, une galerie d'art, une bibliothèque, une salle de conférence et un parking souterrain.

### Tour de télévision de Çamlıca
Jusqu'en 2011, de nombreux pylônes radio et tours de transmission (comme la tour de télévision de Çamlıca TRT (en)) occupaient une grande partie du terrain disponible sur la colline. Le ministère turc des Transports et de l'Infrastructure décida alors de regrouper toutes les installations de radiodiffusion en une seule tour, libérant ainsi une grande partie du terrain sur la colline. La nouvelle tour mesure 369 m de haut et comprend des terrasses d'observation et des restaurants. Elle a été inaugurée en 2020.